# Петлюри (рід полтавців)
Петлюри — рід полтавців, що залишили помітний слід у духовному житті краю. Один із відомих родів України, який переслідувала і проти якого чинила репресії влада СРСР.
Петлюра Симон Васильович (1879 —1926) — найбільш відомий представник цього роду, чиє ім'я у XX столітті стало символом українського національно-визвольного руху.

Петлюра Ганна ( ?—?) — бабуся Симона Васильовича. Черниця, згодом схиігуменя Топловського монастиря поблизу Феодосії.
Петлюра (уроджена Марченко) Ольга Олексіівна (?—1919). Мати Симона Васильовича. Походженням з козацького роду. Батько її був співзасновником Київського Йонівського скиту, ієромонах. Ольга Олексіівна незадовго до смерті заарештована більшовиками, після звільнення померла через три дні.
Петлюра Василь Павлович ( ?—1909) — дрібний підприємець (візницький промисел) і землевласник. Батько Симона Васильовича.

Петлюра Ольга Опанасівна (1885—1959) — дружина голови Директорії Української Народної Республіки Симона Петлюри (від 1910 року). Український педагог, активістка політичної еміграції УНР в Парижі. Мати української поетеси-емігрантки Лесі Петлюри. 
Петлюра Іван Васильович (після 1870—1900) — найстарший брат Симона Васильовича. Закінчив Полтавську духовну семінарію, навчався у Київській духовній академії. Помер від сухот.
Петлюра Федір Васильович (1876—1907) — старший брат Симона Васильовича. Закінчив Полтавське духовне училище, Полтавську духовну семінарію, Новоолександрівський сільськогосподарський інститут.
Працював учителем, земським агрономом. Помер раптово.
Петлюра Єфросинія Василівна (?—1918) — сестра Симона Васильовича, черниця Топловського монастиря.
Петлюра Маріянна Василівна (?—?) — сестра Симона Васильовича. ЇЇ син Степан Іванович Скрипник — Святіший Патріарх Київський і всієї Руси-України Мстислав.
Петлюра Олександр Васильович (1888—1951) — молодший брат Симона Васильовича. Закінчив Полтавську духовну семінарію, потім військову школу, мав чин підпоручника. У часи УНР — військовий діяч, полковник. Пізніше був військовим, працівником редакції, членом редколегії журналу «Церква і нарід».
Петлюра Тетяна Василівна (?—?) — сестра Симона Васильовича. Померла молодою, першого року як вийшла заміж.
Петлюра Марина Василівна (1883—1937) — сестра Симона Васильовича. Переслідувалась Радянською владою: заарештована у 1924, повторно у 1937. Розстріляна. Реабілітована 11.05.1989.
Петлюра Феодосія Василівна (1883—1937) — молодша сестра Симона Васильовича. Закінчила початкове училище. Переслідувалась Радянською владою: заарештована у 1924, повторно у 1937. Розстріляна. Реабілітована 11.05.1989.
| 1937 рік став фатальним і в долі родини одного з лідерів Української революції 1917–1920 рр. Симона Петлюри. Полтавське обласне управління НКВС заарештувало двох його сестер, колишніх черниць Феодосію і Марину та племінника Сильвестра Скрипника. Слідчі ставили їм у провину головним чином їх родинні зв’язки з головою Директорії та заможний статус батька. Всі троє були розстріляні [1]. |